# 開智望小学校・中等教育学校

開智望小学校・中等教育学校（かいちのぞみしょうがっこう・ちゅうとうきょういくがっこう）は、茨城県つくばみらい市の私立小学校・中等教育学校。小中高12年間を通して国際バカロレア（PYP, MYP, DP）を実践する一条校。学校法人開智学園が運営する。

## 基礎データ
- 所在地
  - 茨城県つくばみらい市筒戸字諏訪3400
- 交通アクセス
  - 関東鉄道常総線新守谷駅から徒歩約1分[4]。

## 沿革
- 2015年（平成27年）
  - 3月19日 - 開智望小学校設置認可
  - 4月1日 - 開智望小学校開校

- 2018年（平成30年）
  - 3月26日 - 開智望小学校 PYP認定[5]
- 2019年（平成31年）3月28日 - 新守谷駅改札外の東側を結ぶ連絡橋「きずな橋」が開通する[6]。
- 2020年（令和2年）
  - 3月19日 - 開智望中等教育学校設置認可
  - 4月1日 - 開智望中等教育学校開校
- 2022年（令和4年）
  - 12月28日 - 開智望小学校・中等教育学校 MYP認定[7]
- 2024年（令和6年）
  - 1月16日 - 開智望中等教育学校 DP認定[8]